# Rollercoaster Tycoon 2
RollerCoaster Tycoon 2 är ett datorspel som utgavs 2002 av Infogrames och Atari, i samarbete med Six Flags. Spelet går ut på att bygga en nöjespark och hålla besökarna nöjda och tillgodose deras behov, som till exempel hunger och törst.
Det har släppts två stycken expansioner till spelet, Wacky World och Time Twister. Båda expansionerna och grundspelet finns i Triple Thrill Pack.
Spelet ingår i serien Rollercoaster Tycoon, där även Rollercoaster och Rollercoaster Tycoon 3 ingår.